# Cenne-Monestiés
Cenne-Monestiés település Franciaországban, Aude megyében. Lakosainak száma 411 fő (2022. január 1.). Cenne-Monestiés Carlipa, Saint-Martin-le-Vieil, Saissac, Villemagne és Villespy községekkel határos.

## Népesség
A település népessége az elmúlt években az alábbi módon változott:
| Lakosok száma | 332  | 309  | 285  | 314  | 395  | 398  | 401  | 407  | 408  | 411  |
|               | 1968 | 1982 | 1990 | 2006 | 2013 | 2015 | 2017 | 2019 | 2020 | 2022 |